# Christian Friedrich Crocius

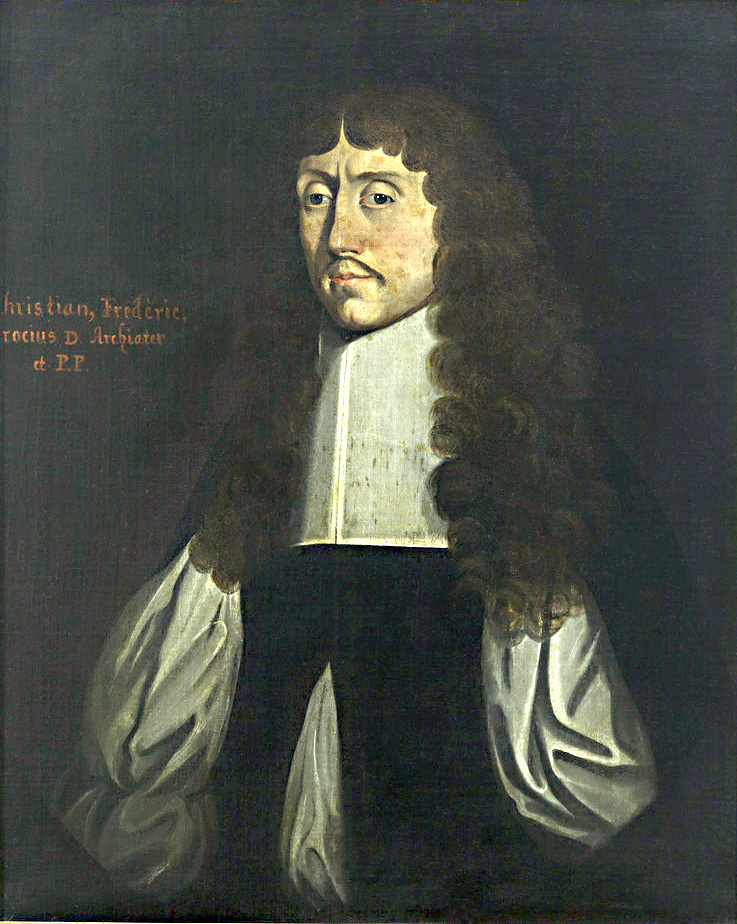
Porträt von 1660

Christian Friedrich Crocius (* 26. September 1623 in Bremen; † 13. August 1673 in Marburg) war ein deutscher Mediziner, Orientalist und Hochschullehrer. 

## Leben
Crocius war Sohn des Theologen Ludwig Crocius. Er absolvierte das Bremer Gymnasium und ging 1643 zum Studium der Medizin und Orientalistik an die Universität Leiden. 1647 wechselte er an die Universität Helmstedt, dann an die Universität Basel. Von dort unternahm er 1649 eine Reise an die Universität Padua, kehrte allerdings wegen der Pest noch 1649 nach Basel zurück. Am 21. Mai 1650 wurde er dort zum Dr. med. promoviert.
Crocius kehrte in seine Heimatstadt zurück und wurde am 28. August 1651 Professor der Medizin und der orientalischen Sprachen an der dortigen Hochschule. Zum 1. April 1653 trat er eine ordentliche Professur der Medizin und der griechischen und orientalischen Sprachen einschließlich Hebräisch an der Universität Marburg an, wobei seine Fachgebiete als Mediziner im Bereich der Pathologie und Botanik lagen. Sein fachlicher Zuschnitt bedingte eine doppelte Zugehörigkeit sowohl zur Medizinischen als auch zur Philosophischen Fakultät. Zugleich hatte er ab 1653 bis zu seinem Tod das Amt des Bibliothekars an der Marburger Universität inne. 1669 stieg er schließlich zum ersten ordentlichen Professor der Medizin auf.
Crocius leitete 1656, 1663 und 1667 als Rektor die Universität, 1665 und 1666 als Dekan die Medizinische Fakultät. 1665 wurde zum Archiater des Landgrafen Wilhelm VII. von Hessen-Kassel.
Der Theologe Johannes Crocius war sein Onkel.

## Werke (Auswahl)
- Positiones medicae de haemorrhoidum natura et curatione, Marburg 1658.
- Consilium medicum: wie man sich in besorglicher contagiösischer Kranckheit mit Gottes Hülff præserviren und was man, so einer damit heimgesuchet würde, im Fall der Noht, gebrauchen könne, Schadewitz, Marburg 1666.
- Disputatio Medica De Elephantiasi Graecorum, Schadewitz, Marburg 1661.
- Exercitatio Medica, Schadewitz, Marburg 1669.